# Ferenc Nógrádi
Ferenc Nógrádi (Košice, 15 novembre 1940 – Budapest, 16 maggio 2009) è stato un calciatore ungherese, di ruolo centrocampista.

## Carriera

### Club
Ha sempre giocato nel campionato ungherese.

### Nazionale
Ha vinto l'oro olimpico nel 1964.